# Население Иркутска
Численность населения Иркутска 605 708 чел. (2025), по этому показателю он занимает 25-е место среди городов России.
С 1940-х годов Иркутск — второй по величине город Восточной Сибири (после Красноярска).
Иркутская агломерация на основе Иркутска и близлежащих городов — Ангарска и Шелехова складывалась на протяжении второй половины XX века. Три города удалены друг от друга на расстояние не более 50 км, концентрируют 40 % населения области.

## Динамика численности
| 1856     | 1864     | 1897     | 1923     | 1926     | 1931     | 1933     | 1937     | 1939     | 1956     |
| -------- | -------- | -------- | -------- | -------- | -------- | -------- | -------- | -------- | -------- |
| 24 100   | ↗26 597  | ↗51 000  | ↗88 264  | ↗102 733 | ↗113 215 | ↗158 500 | ↗238 639 | ↗250 181 | ↗314 000 |
| 1959     | 1962     | 1967     | 1970     | 1973     | 1975     | 1976     | 1979     | 1982     | 1985     |
| ↗365 893 | ↗385 000 | ↗420 000 | ↗450 941 | ↗485 000 | ↗516 000 | →516 000 | ↗549 787 | ↗575 000 | ↗601 000 |
| 1986     | 1987     | 1989     | 1990     | 1991     | 1992     | 1993     | 1994     | 1995     | 1996     |
| ↗604 000 | ↗609 000 | ↗626 135 | ↘582 000 | ↗641 000 | ↘639 000 | ↘635 000 | ↘632 000 | ↘581 000 | ↗583 000 |
| 1997     | 1998     | 1999     | 2000     | 2001     | 2002     | 2003     | 2004     | 2005     | 2006     |
| ↗591 000 | →591 000 | ↗596 400 | ↘593 700 | ↘587 200 | ↗593 604 | ↘593 600 | ↘588 500 | ↘582 500 | ↘578 100 |
| 2007     | 2008     | 2009     | 2010     | 2011     | 2012     | 2013     | 2014     | 2015     | 2016     |
| ↘575 900 | ↘575 800 | ↗579 268 | ↗587 891 | ↗589 949 | ↗597 846 | ↗606 137 | ↗612 973 | ↗620 099 | ↗623 424 |
| 2017     | 2018     | 2019     | 2020     | 2021     | 2023     | 2024     | 2025     |          |          |
| ↗623 736 | ↗623 869 | ↘623 479 | ↗623 562 | ↘617 264 | ↘611 215 | ↘606 369 | ↘605 708 |          |          |

По завышенным официальным сведениям, к 1989 году население Иркутска составило 626,1 тыс. чел. (по откорректированным позднее данным — 576,9 тыс. чел.); с 1992 года естественный прирост населения сменился естественной убылью, а численность населения стала сокращаться. Начиная с 1999 года естественная убыль населения увеличилась, миграционный приток сменился оттоком, в результате численность населения сократилась и по данным текущего статистического учёта к началу 2003 года составила 578,1 тысяч человек.

## Численность населения по округам
| Округ         | Население |
| ------------- | --------- |
| Свердловский  | ↘202 231  |
| Октябрьский   | ↗149 469  |
| Ленинский     | ↗154 805  |
| Правобережный | ↘110 759  |

## Национальный состав
По переписи 2010 года из 587 891 человек, принимавших участие в переписи, 546 493 человека указали свою национальную принадлежность (41 398 человек не указали). Национальности, численность которых превышает 1000 человек:
| Национальность | Численность чел. |
| -------------- | ---------------- |
| русские        | 501 670          |
| буряты         | 12 698           |
| украинцы       | 5824             |
| татары         | 4367             |
| азербайджанцы  | 2255             |
| киргизы        | 2252             |
| армяне         | 2194             |
| узбеки         | 1608             |
| таджики        | 1474             |
| белорусы       | 1330             |
| евреи          | 1103             |
| тувинцы        | 1034             |

### Исторические общины

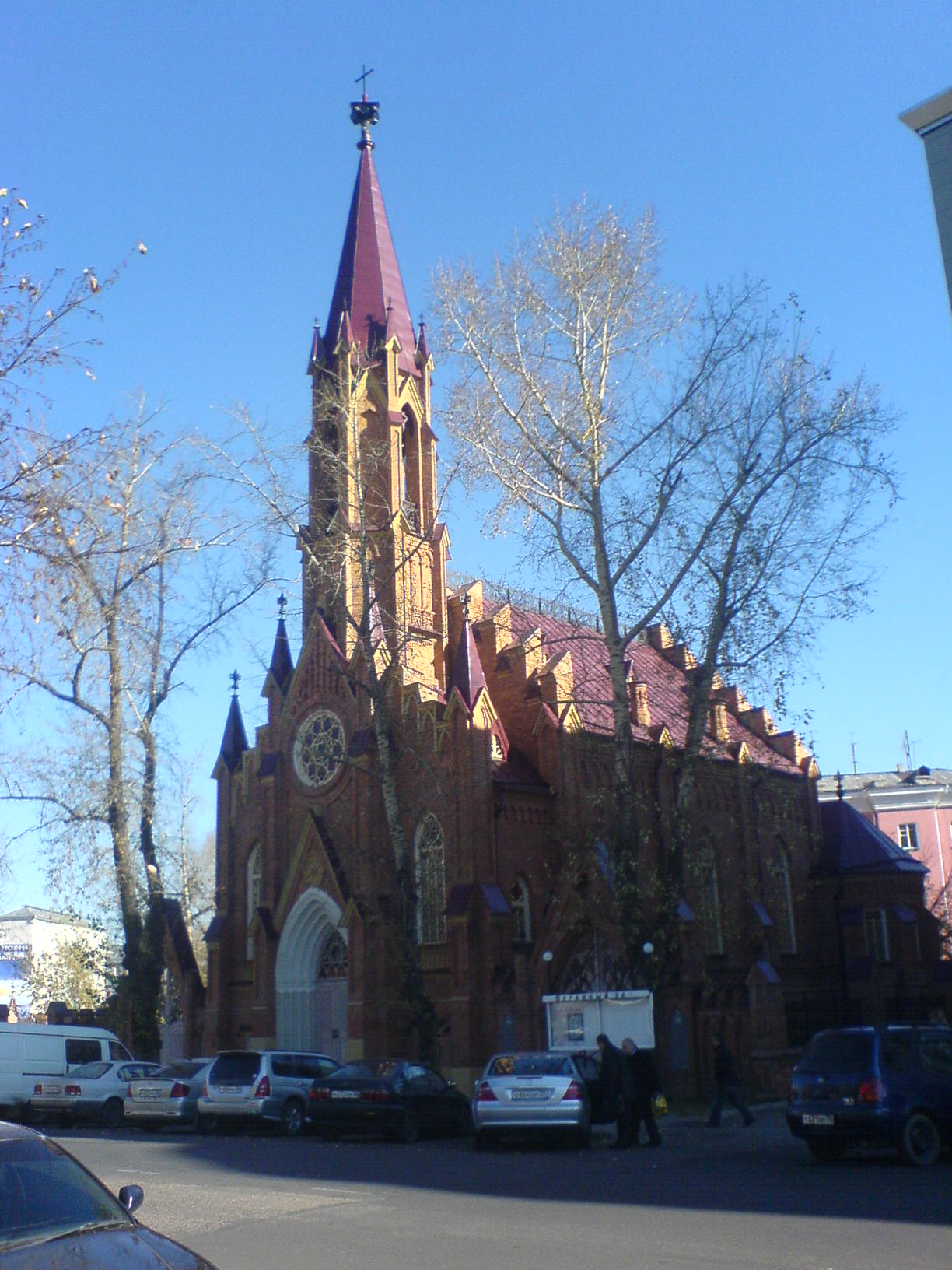
Бывший костёл

Заметный след в судьбе Иркутска оставили ссыльные поляки и евреи. Поляки появились в городе в 1865 году после подавления восстания 1863 года. Среди них было много учёных, преподавателей, врачей, художников, писателей, ремесленников. В 1880-е годы часть поляков вернулась на родину, другие остались в Иркутске. Свой вклад в развитие культуры внесли художники Зеньковский и С. Вроньский, археолог Н. Витковский, геологи А. Чекановский и И. Черский, зоологи В. Годлевский и Б. Дыбовский, Б. Шостакович стал городским головой в 1902—1903 гг. Сегодня в Иркутске проживает свыше двух тысяч поляков. Одна из улиц в историческом центре носит название Польских Повстанцев. С 1990 года в Иркутске действует польская культурная автономия «Огниво».
Первое упоминание о появлении евреев в Восточной Сибири относится к концу XVIII века. Постоянный приток евреев в Иркутск был связан с действовавшей ссылкой и каторгой, 20 % ссыльных польских повстанцев были евреями. К началу XX века евреи стали второй национальностью после русских, составляя до 10 % населения Иркутска. Они были заняты в основном в торговле, промышленности и медицине: в торговле 1880 года на 672 русских приходилось 282 еврея, 81 % купцов первой гильдии были евреями. В конце XIX века в городе действовало 6 синагог. Еврейский квартал располагался на Саломатовской улице (ныне Карла Либкнехта). После революции многие евреи эмигрировали в Харбин.
Сегодня в Иркутске проживает около двух тысяч евреев. Одна из улиц города названа в честь местного врача-офтальмолога З. Франк-Каменецкого. С 1999 года при синагоге действует еврейский культурный центр.
Основу мусульманской общины до революции составляли татары, которые компактно проживали по правой стороне улицы Саломатовской. В 1895 году в Иркутске насчитывалось 596 магометан (большинство татар). Тогда же была построена Иркутская соборная мечеть (на средства купцов Шафигуллиных).
С 1996 года действует Иркутское товарищество белорусской культуры имени Яна Черского. С 1991 года действует Украинский культурный центр «Днипро» города Иркутска.